# Gran Premio de Alemania de Motociclismo de 2004
El Gran Premio de Alemania de Motociclismo de 2004 fue la octava prueba del Campeonato del Mundo de Motociclismo de 2004. Tuvo lugar en el fin de semana del 16 al 18 de julio de 2004 en Sachsenring, situado en Hohenstein-Ernstthal, Sajonia, Alemania. La carrera de MotoGP fue ganada por Max Biaggi, seguido de Alex Barros y Nicky Hayden. Dani Pedrosa ganó la prueba de 250cc, por delante de Sebastián Porto y Alex de Angelis. La carrera de 125cc fue ganada por Roberto Locatelli, Héctor Barberá fue segundo y Pablo Nieto tercero.

## Resultados MotoGP
| Pos | Piloto            | Constructor | Tiempo/Retirado | Parrilla | Puntos |
| --- | ----------------- | ----------- | --------------- | -------- | ------ |
| 1   | Max Biaggi        | Honda       | 42:23.287       | 1        | 25     |
| 2   | Alex Barros       | Honda       | +0.349          | 6        | 20     |
| 3   | Nicky Hayden      | Honda       | +4.293          | 9        | 16     |
| 4   | Valentino Rossi   | Yamaha      | +4.500          | 2        | 13     |
| 5   | Colin Edwards     | Honda       | +16.137         | 11       | 11     |
| 6   | Makoto Tamada     | Honda       | +16.482         | 13       | 10     |
| 7   | Shinya Nakano     | Kawasaki    | +18.477         | 5        | 9      |
| 8   | Kenny Roberts Jr  | Suzuki      | +23.335         | 3        | 8      |
| 9   | John Hopkins      | Suzuki      | +30.705         | 12       | 7      |
| 10  | Alex Hofmann      | Kawasaki    | +40.540         | 16       | 6      |
| 11  | Rubén Xaus        | Ducati      | +43.712         | 18       | 5      |
| 12  | Jeremy McWilliams | Aprilia     | +52.791         | 17       | 4      |
| 13  | Neil Hodgson      | Ducati      | +53.690         | 19       | 3      |
| 14  | Shane Byrne       | Aprilia     | +1:13.215       | 23       | 2      |
| 15  | Michel Fabrizio   | Harris WCM  | +1:20.050       | 21       | 1      |
| 16  | Chris Burns       | Harris WCM  | +1 vuelta       | 24       |        |
| Ret | Kurtis Roberts    | Proton      | Retirado        | 22       |        |
| Ret | Marco Melandri    | Yamaha      | Retirado        | 14       |        |
| Ret | Norifumi Abe      | Yamaha      | Retirado        | 15       |        |
| Ret | Troy Bayliss      | Ducati      | Retirado        | 8        |        |
| Ret | Loris Capirossi   | Ducati      | Retirado        | 10       |        |
| Ret | Sete Gibernau     | Honda       | Retirado        | 4        |        |
| Ret | Carlos Checa      | Yamaha      | Retirado        | 7        |        |
| Ret | Nobuatsu Aoki     | Proton      | Retirado        | 20       |        |

## Resultados 250cc
| Pos | Piloto           | Constructor | Tiempo/Retirado | Parrilla | Puntos |
| --- | ---------------- | ----------- | --------------- | -------- | ------ |
| 1   | Dani Pedrosa     | Honda       | 41:37.239       | 5        | 25     |
| 2   | Sebastián Porto  | Aprilia     | +4.279          | 1        | 20     |
| 3   | Alex de Angelis  | Aprilia     | +16.403         | 2        | 16     |
| 4   | Hiroshi Aoyama   | Honda       | +16.769         | 12       | 13     |
| 5   | Randy de Puniet  | Aprilia     | +16.966         | 4        | 11     |
| 6   | Roberto Rolfo    | Honda       | +18.135         | 3        | 10     |
| 7   | Anthony West     | Aprilia     | +32.141         | 14       | 9      |
| 8   | Fonsi Nieto      | Aprilia     | +32.766         | 8        | 8      |
| 9   | Franco Battaini  | Aprilia     | +37.726         | 10       | 7      |
| 10  | Sylvain Guintoli | Aprilia     | +38.088         | 11       | 6      |
| 11  | Alex Debón       | Honda       | +50.782         | 13       | 5      |
| 12  | Chaz Davies      | Aprilia     | +50.934         | 17       | 4      |
| 13  | Joan Olivé       | Aprilia     | +1:00.946       | 16       | 3      |
| 14  | Eric Bataille    | Honda       | +1:02.410       | 24       | 2      |
| 15  | Jakub Smrž       | Honda       | +1:02.527       | 21       | 1      |
| 16  | Naoki Matsudo    | Yamaha      | +1:02.554       | 9        |        |
| 17  | Taro Sekiguchi   | Yamaha      | +1:18.235       | 22       |        |
| 18  | Dirk Heidolf     | Aprilia     | +1:18.386       | 15       |        |
| 19  | Erwan Nigon      | Yamaha      | +1:21.155       | 23       |        |
| 20  | Johann Stigefelt | Aprilia     | +1:21.574       | 26       |        |
| 21  | Klaus Nohles     | Aprilia     | +1:22.048       | 19       |        |
| 22  | Toni Elías       | Honda       | +1 vuelta       | 7        |        |
| Ret | Hugo Marchand    | Aprilia     | Retirado        | 20       |        |
| Ret | Grégory Lefort   | Aprilia     | Retirado        | 27       |        |
| Ret | Arnaud Vincent   | Aprilia     | Retirado        | 25       |        |
| Ret | Alex Baldolini   | Aprilia     | Retirado        | 18       |        |
| Ret | Max Sabbatani    | Yamaha      | Retirado        | 28       |        |
| Ret | Manuel Poggiali  | Aprilia     | Retirado        | 6        |        |

## Resultados 125cc
| Pos | Piloto                   | Constructor | Tiempo/Retirado | Parrilla | Puntos |
| --- | ------------------------ | ----------- | --------------- | -------- | ------ |
| 1   | Roberto Locatelli        | Aprilia     | 40:03.511       | 10       | 25     |
| 2   | Héctor Barberá           | Aprilia     | +0.165          | 2        | 20     |
| 3   | Pablo Nieto              | Aprilia     | +0.706          | 5        | 16     |
| 4   | Andrea Dovizioso         | Honda       | +0.715          | 1        | 13     |
| 5   | Mika Kallio              | KTM         | +1.073          | 11       | 11     |
| 6   | Jorge Lorenzo            | Derbi       | +1.176          | 13       | 10     |
| 7   | Álvaro Bautista          | Aprilia     | +1.283          | 17       | 9      |
| 8   | Mirko Giansanti          | Aprilia     | +1.459          | 4        | 8      |
| 9   | Julián Simón             | Aprilia     | +9.636          | 7        | 7      |
| 10  | Marco Simoncelli         | Aprilia     | +11.821         | 6        | 6      |
| 11  | Steve Jenkner            | Aprilia     | +17.967         | 3        | 5      |
| 12  | Simone Corsi             | Honda       | +20.307         | 15       | 4      |
| 13  | Gioele Pellino           | Aprilia     | +31.798         | 19       | 3      |
| 14  | Sergio Gadea             | Aprilia     | +31.927         | 18       | 2      |
| 15  | Stefano Perugini         | Gilera      | +37.556         | 26       | 1      |
| 16  | Gábor Talmácsi           | Malaguti    | +37.720         | 20       |        |
| 17  | Lukáš Pešek              | Honda       | +37.911         | 14       |        |
| 18  | Thomas Lüthi             | Honda       | +37.920         | 27       |        |
| 19  | Robbin Harms             | Honda       | +55.350         | 25       |        |
| 20  | Mattia Pasini            | Aprilia     | +55.384         | 24       |        |
| 21  | Patrick Unger            | Aprilia     | +58.942         | 30       |        |
| 22  | Vesa Kallio              | Aprilia     | +59.902         | 28       |        |
| 23  | Georg Fröhlich           | Honda       | +1:17.723       | 34       |        |
| 24  | Jordi Carchano           | Aprilia     | +1:17.997       | 31       |        |
| 25  | Vaclav Bittman           | Honda       | +1:18.297       | 36       |        |
| 26  | Manuel Manna             | Malaguti    | +1:18.550       | 37       |        |
| 27  | Manuel Mickan            | Honda       | +1 vuelta       | 33       |        |
| Ret | Youichi Ui               | Aprilia     | Retirado        | 8        |        |
| Ret | Gino Borsoi              | Aprilia     | Retirado        | 9        |        |
| Ret | Julián Miralles          | Aprilia     | Retirado        | 35       |        |
| Ret | Imre Tóth                | Aprilia     | Retirado        | 23       |        |
| Ret | Fabrizio Lai             | Gilera      | Retirado        | 16       |        |
| Ret | Mike Di Meglio           | Aprilia     | Retirado        | 21       |        |
| Ret | Simone Sanna             | Aprilia     | Retirado        | 22       |        |
| Ret | Ángel Rodríguez Campillo | Derbi       | Retirado        | 29       |        |
| Ret | Raymond Schouten         | Honda       | Retirado        | 32       |        |